# Sphyraena forsteri
 Sphyraena forsteri és un peix teleosti de la família dels esfirènids i de l'ordre dels perciformes.

## Morfologia
Pot arribar als 75 cm de llargària total.

## Distribució geogràfica
Es troba des de les costes de l'Àfrica oriental fins al sud-est d'Àsia, les Illes Marqueses, les Illes de la Societat, sud del Japó i Nova Caledònia.